# Tom McTigue
Tom McTigue (Spokane, 21 maggio 1959) è un attore e comico statunitense.
È conosciuto principalmente per il ruolo del bagnino Harvey Miller nella serie televisiva Baywatch; nel 1991 è apparso come special guest in alcune puntate di Beverly Hills 90210, nel ruolo di Jack, e nella serie Pappa e ciccia, nella quale ha interpretato un medico. 
Successivamente ha preso parte ai film Paradiso amaro (2011) di Alexander Payne, con protagonista George Clooney, e Boyhood (2014) di Richard Linklater, al fianco di Patricia Arquette e Ethan Hawke. Vanta anche piccole parti nelle serie In viaggio nel tempo, E.R. - Medici in prima linea e Settimo cielo.

## Biografia
È nato e cresciuto a Spokane (Washington) e ha studiato teatro alla Washington State University. Dopo essersi trasferito a New York per studiare recitazione, è tornato a Seattle, dove ha cominciato la carriera da attore. Oltre ad essere apparso in diverse serie televisive, vanta oltre trecento partecipazioni a spot pubblicitari. Come comico è apparso regolarmente su Comedy Central. Vive nella cittadina di Austin, Texas con sua figlia.

## Filmografia parziale
- Baywatch - Il mostro della baia (Baywatch: River of No Return), regia di Gregory J. Bonann – film TV (1992)